# Ларрусс, Жерар
Жера́р Ларру́сс (фр. Gérard Larrousse, род. 23 мая 1940 года, Лион) — французский автогонщик, участник чемпионата мира по автогонкам в классе Формула-1 и чемпионата мира по автогонкам спортивных автомобилей. Двукратный победитель гонки 24 часа Ле-Мана, руководитель собственной команды Формулы-1.

## Биография
В 1960-е годы выступал в различных раллийных чемпионатах. В 1967 году впервые стартовал в гонке 24 часа Ле-Мана, в 1969 году занял в ней второе место на автомобиле «Порше» в экипаже с Хансом Херрманном. В 1971 году выиграл гонки 12 часов Себринга и 1000 километров Нюрбургринга в паре с Виком Элфордом, в 1973 году одержал пять побед в чемпионате мира спортивных автомобилей, в том числе выиграл гонку 24 часа Ле-Мана. На следующий год вновь выиграл в Ле-Мане и завоевал ещё три первых места в гонках спортивных автомобилей, дважды участвовал в Гран-при чемпионата мира Формулы-1 сезона 1974 (на этапе во Франции не прошёл квалификацию, а в Бельгии стартовал с 11 места и сошёл на 53 круге). В 1975 году провёл сезон в европейском чемпионате Формулы-2, одержал одну победу и дважды поднимался на подиум, после чего завершил гоночную карьеру и занял должность спортивного директора автомобильной фирмы Рено. В 1987 году создал собственную команду «Ларрусс», участвовавшую в чемпионате мира Формулы-1 с 1987 по 1994 год. До 1991 года команда использовала шасси Lola. В Гран-при Японии 1990 года Агури Сузуки завоевал единственный подиум в истории команды, заняв в гонке третье место. С 1992 команда «Ларрусс» строила свои собственные машины, лучшим результатом стало 5 место Филиппа Альо в Гран-при Сан-Марино 1993 года.

## Результаты гонок в Формуле-1
| Легенда к таблице |                                                                    |
| --- | ------------------------------------------------------------------ |
| В таблице перечислены результаты всех Гран-при Формулы-1, в которых принимал участие гонщик. Строками таблицы являются сезоны, столбцами — этапы чемпионата мира. В каждой клетке указаны сокращённое название этапа и результат, дополнительно обозначенный цветом. Расшифровка обозначений и цветов представлена в нижеследующей таблице. |                                                                    |
| \| Пример \| Описание \| \| ------------ \| ------------------------------------------------------------------ \| \| 1 \| Победитель \| \| 2 \| Второе место \| \| 3 \| Третье место \| \| 5 \| Финишировал, заработав очки \| \| Сход \| Не финишировал, но при этом заработал очки \| \| 12 \| Финишировал, не получив очков \| \| НКЛ \| Финишировал, но не попал в финальную классификацию \| \| 15 \| Участвовал вне зачёта, либо по отдельной классификации \| \| 18 \| Не финишировал, но попал в финальную классификацию \| \| Сход \| Не финишировал \| \| НКВ \| Не прошёл квалификацию \| \| НПКВ \| Не прошёл предквалификацию \| \| ДСК \| Дисквалифицирован \| \| ИСК \| Исключён из протокола соревнований \| \| ТТ \| Заявлен для участия только в тренировках \| \| НС \| Участвовал в квалификации, но не стартовал в гонке \| \| Т \| Травмирован или болен \| \| ОТК \| Отказ от участия \| \| НТР \| Прибыл на соревнования, но на трассу не выезжал \| \| НПР \| Был заявлен в числе участников, но не прибыл к началу соревнований \| \| О \| Соревнования отменены \| \| \| Не участвовал \| \| Поул-позиция \| \| \| Быстрый круг \| \| |                                                                    |
| Пример | Описание                                                           |
| 1 | Победитель                                                         |
| 2 | Второе место                                                       |
| 3 | Третье место                                                       |
| 5 | Финишировал, заработав очки                                        |
| Сход | Не финишировал, но при этом заработал очки                         |
| 12 | Финишировал, не получив очков                                      |
| НКЛ | Финишировал, но не попал в финальную классификацию                 |
| 15 | Участвовал вне зачёта, либо по отдельной классификации             |
| 18 | Не финишировал, но попал в финальную классификацию                 |
| Сход | Не финишировал                                                     |
| НКВ | Не прошёл квалификацию                                             |
| НПКВ | Не прошёл предквалификацию                                         |
| ДСК | Дисквалифицирован                                                  |
| ИСК | Исключён из протокола соревнований                                 |
| ТТ | Заявлен для участия только в тренировках                           |
| НС | Участвовал в квалификации, но не стартовал в гонке                 |
| Т | Травмирован или болен                                              |
| ОТК | Отказ от участия                                                   |
| НТР | Прибыл на соревнования, но на трассу не выезжал                    |
| НПР | Был заявлен в числе участников, но не прибыл к началу соревнований |
| О | Соревнования отменены                                              |
| | Не участвовал                                                      |
| Поул-позиция |                                                                    |
| Быстрый круг |                                                                    |

| Сезон | Команда          | Шасси        | Двигатель   | Ш | 1   | 2   | 3   | 4   | 5        | 6   | 7   | 8   | 9       | 10  | 11  | 12  | 13  | 14  | 15  | Место | Очки |
| ----- | ---------------- | ------------ | ----------- | - | --- | --- | --- | --- | -------- | --- | --- | --- | ------- | --- | --- | --- | --- | --- | --- | ----- | ---- |
| 1974  | Scuderia Finotto | Brabham BT42 | Cosworth V8 | G | АРГ | БРА | ЮАР | ИСП | БЕЛ Сход | МОН | ШВЕ | НИД | ФРА НКВ | ВЕЛ | ГЕР | АВТ | ИТА | КАН | США | -     | 0    |